# 크리스토퍼 채터웨이
크리스토퍼 존 채터웨이 경(Sir Christopher John Chataway, 1931년 1월 31일 ~ 2014년 1월 19일)은 영국의 중거리 달리기 선수이자 장거리 달리기 선수였다. 뉴스 캐스터와 정치인으로도 활동했다.

## 선수 경력
채터웨이의 선수 경력은 길지 않았지만 1954년 코먼웰스 게임 3마일 종목에서 금메달을, 같은 해 유럽 육상 선수권 대회 5000m 종목에서 은메달을 획득하는 등 뛰어난 성과를 거두었다.
채터웨이는 또한 1954년 BBC 올해의 스포츠인상(BBC Sports Personality of the Year Award)의 첫 수상자가 되었다.
1956년 하계 올림픽 이후, 채터웨이는 국제 무대에서 은퇴했다.

## 정치 경력
선수 은퇴 후 채터웨이는 보수당 소속으로 정치에 입문해 하원의원을 두 차례 지냈으며, 영국 민간항공관리국(CAA) 의장(chairman)을 역임했다.

## 사망
채터웨이는 그의 생애 남은 2년 반동안 암으로 투병했으며, 2014년 1월 19일 82세로 사망했다.

## 서훈
- 1995년 기사작위(Knight Bachelor) 서임[1]